# محطة قطار أحيهود

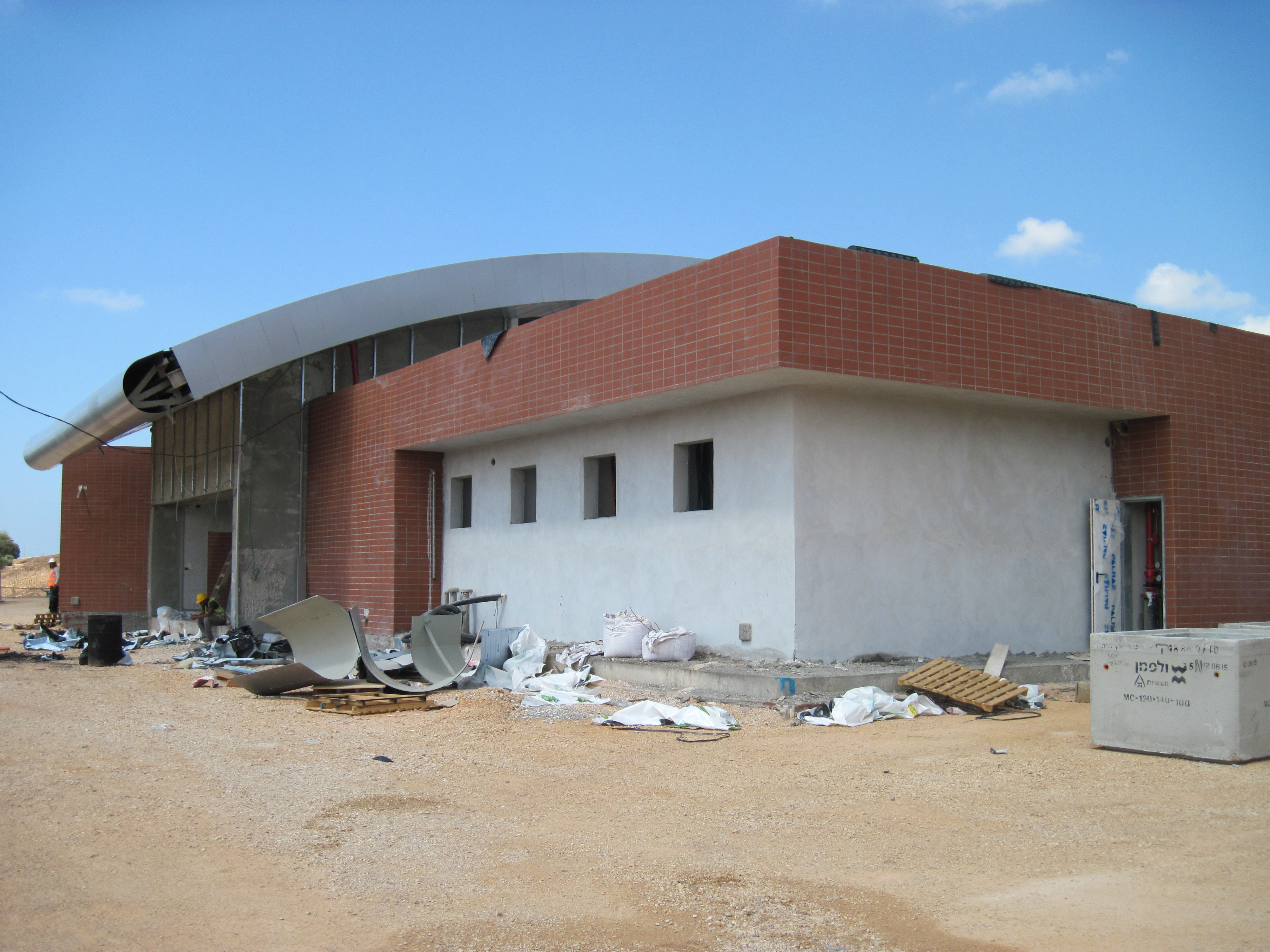
مبنى المحطة في 2015

محطة قطار أحيهود (بالعبرية: תחנת הרכבת אֲחִיהוּד) هي محطة قطار تقع قرب موشاف أحيهود والمنطقة الصناعية بارليف على سكة حديد عكا - كرمئيل شمالي إسرائيل.
افتتحت المحطة في 20 سبمتبر 2017 مع اكتمال مشروع سكة حديد عكا - كرمئيل. من المحطة يُمكن الوصول إلى حيفا، وكرمئيل، وتل أبيب، وبئر السبع.

## خطوط
تتوقف القطارات في المحطة خلال ساعات الذروة على خط كرمئيل - بئر السبع/مركز، وعلى خط كرمئيل - حيفا/حوف هكرمل.
بينما خارج ساعات الذروة تتوقف القطارات على خط كرمئيل - حيفا مرة كل ساعة في كل اتجاه.